# 无锡酱排骨
无锡酱排骨，简称“无锡排骨”，俗称无锡肉骨头，与惠山泥人、清水油面筋同为无锡三大名产，也是无锡本帮菜的传统名菜。其色泽酱红，酥香入香，甜咸适中，腴而不肥，更已有百余年历史，享誉海内外。

## 历史
无锡酱排骨起源之传说颇多，有“石臼仙凤”说、“佛门祖传”说等，而最为无锡人所熟知的，当属济公和尚的传说了。此说谓南宋年间，无锡南禅寺来了一个疯癫和尚，一日去街上募化，入一熟肉店老板，老板因无生意心意正烦，便道：“要钱没有，只有熟肉。”济公于是不加避讳，拿起肉便下肚，竟把店中熟肉尽为吃光，老板大惊，济公便将肉中吐出的骨头与手中破蒲扇一起放入锅中烧煮，不一会儿竟香气扑鼻，引来无数人围观挣够。待老板回过神来，知遇到了神仙时，济公已然远行。
事实上，无锡酱排骨可考证之历史，当起源于清光绪年间，当时无锡南门有一家莫兴盛的饭店，以酱汁肉著名。一日，店中大厨马发大和惠应桂突发奇想，觉得酱汁肉将骨头剔除、当作烧汤的下料很可惜，俗语云“好肉出在骨头旁”，便用烧制酱汁肉的办法处理肉骨头，廉价出售，一时引来顾客无数，周遭肉铺，亦随之效仿，但味道均不及莫兴盛。然而，因莫兴盛老板莫佩斋染上毒瘾，店务荒废，马发大、惠应桂也被其他饭店请去。马发大后在魏祥泰肉庄掌厨时，曾收徒魏杏宜、蔡杏根，其中魏杏宜又为王裕兴肉庄高兴聘去，与师傅之手艺不相上下。而此时，沪宁铁路无锡站业已通车，加之无锡现代工商业繁荣，外地来锡之客，尝至肉骨头，无不倾倒，于是名声在外。
无锡酱排骨过去有北派与南派之分，南派即马发大流派，其特点是烧煮时放水少，肉质紧实醇厚；北派则放水多，肉质较烂，两种派别，各有喜好者。直至1929年，有人名王云清者，在无锡城中三凤桥开设慎馀肉庄，他独辟蹊径，请来南派马发大之高徒蔡杏根与一些北派厨师共同研究，改良手艺。改进后的无锡排骨取南北两派之长，在烧煮时少水，火力上则采北派先猛火、后文火的方法，并且精选猪脊柱骨处的胸肋，又加入花椒、葱姜等佐料。如此一来，慎馀肉庄所烧制的肉骨头，远超他店。
因慎馀肉庄开在三凤桥，购食民众便习惯称“三凤桥酱排骨”。1949年后，慎馀肉庄一度改名为“立新肉店”，1983年又更名“国营三凤桥肉店”，但仍保留慎馀肉庄字号到1990年代末后，从此只称三凤桥肉庄，而三凤桥也成了无锡酱排骨的代名词。

## 名店
- 三凤桥肉庄：为烧制无锡排骨最为出名者，总店位于无锡市中山路与崇宁路交汇路口，是第一批经商务部认定的中华老字号，还曾入镜《舌尖上的中国》第一季。据介绍，三凤桥酱排骨排骨骨香浓郁、咸中带甜，烧煮时需放入广东产蔗糖，放糖量约为排骨重量的十分之一。[5]除了贩售传统的卤味外，近年来也开辟三凤桥大排档、客堂间等新型餐饮场所，且为照顾外埠游人之口味，已减少放糖量。

- 真正老陆稿荐：无锡陆稿荐与三凤桥肉庄同以肉骨头出名，亦为中华老字号，[6]其历史可追溯自清同治年间，原为无锡陆步高夫妇开设的一家无名熟肉店，陆后将二子陆稿、陆荐之名合称，而成“陆稿荐”之店名，后因名气做大，仿冒其名者众多，遂又改店名为“真正老陆稿荐”。如今这块百年店招仍陈列在肉庄展示厅。1951年，在锡举办的苏南城乡物资交流展览会上，陆稿荐酱排骨获得好评，之后又与裕兴、老三珍等旧时无锡肉骨头名店合并，手艺得以延续。[7]无锡陆稿荐排骨，口味较之三凤桥更为传统，未加改良，即以肉甜骨酥为要诀。此外，在苏州等地，亦有名“陆稿荐”者，不过并无关系，且经营种类亦不相同。[8]

- 王裕兴肉庄：王裕兴肉庄本旧时烧制无锡排骨名店，创办于清光绪二十五年（1899），原址在南长街。[9]1949年后，逐渐不敌三凤桥、陆稿荐，退出市场。近两年在南长街又恢复营业，但其烧制之排骨，已完全不同于传统口味，而是以油炸为主，创新之至，备受时下年轻人喜爱。

## 制法
无锡酱排骨的烧制方法可分为三种，其一如无锡三凤桥般之传统烧法，浓油赤酱，且需采用江南地区特有的太湖猪之排骨；其二是如台湾等海外食客将酱油、盐度减量烧煮；其三为家中自烹，将排骨洗净后，入80度左右之滚水，继而将酱油、黄酒、葱、姜等倒进去锅中，浸没过排骨，就可盖上锅盖烹煮了，亦可加入茴香等佐料。传统三凤桥排骨，因其配方保密，难以为外人所知。据由众多无锡餐饮资深专家编著的《无锡菜典》中记载，无锡排骨的具体制法可为：
主辅料：猪肋排骨50000克

调料：黄酒1250克、精盐100克、酱油5500克、白糖2500克、葱结200克、薑块200克、八角（茴香）250克、桂皮250克
制法：将排骨斩成块，用精盐拌匀，放入缸内腌约12小时，将腌制好的排骨放入大铁锅内，加清水浸没，用旺火烧沸后，捞出洗净，将锅里的汤倒掉，放入竹箅垫底，将排骨整齐放入，加黄酒、拍松后的薑块、八角、桂皮，舀入清水25千克，盖入锅盖，用旺火烧沸后，再加入酱油、白糖，盖好锅盖，用中火烧至汁稠即成。

## 逸事
- 知名戏剧家周贻白1946年曾到无锡，寓于北禅寺创作剧本，每天必到三凤桥慎余肉店买一公斤肉骨头回去佐餐。他曾在《竹枝词·梁溪景物》中写有一首打油诗：“三凤桥边肉骨头，朵颐足快老号流。味同鸡肋堪咀嚼，莫负樽中缘蚁游。”[12]
- 金庸在《天龙八部》第十四章中，曾描写有一段段誉到无锡后的场景：“进得城去，行人熙来攘往，甚是繁华，比之大理别有一番风光。信步而行，突然间闻到一股香气，乃是焦糖、酱油混着熟肉的气味……”
- 无锡各大肉庄所烧制的无锡排骨，其秘诀之一，在于一碟陈年老卤汁。百年来，凡掌厨之人，都会在烧完排骨后留下一点酱汁，第二天再加入新的排骨中，年复一年，形成了独特的口味。而这秘汁已成为无锡各大肉庄的保密佐料，也是与家中烹煮酱排骨口味不同之来源。[10]